# Melania Gabbiadini
Melania Gabbiadini (ur. 28 sierpnia 1983 w Calcinate, Włochy) – włoska piłkarka, grająca na pozycji napastnika.

## Kariera piłkarska

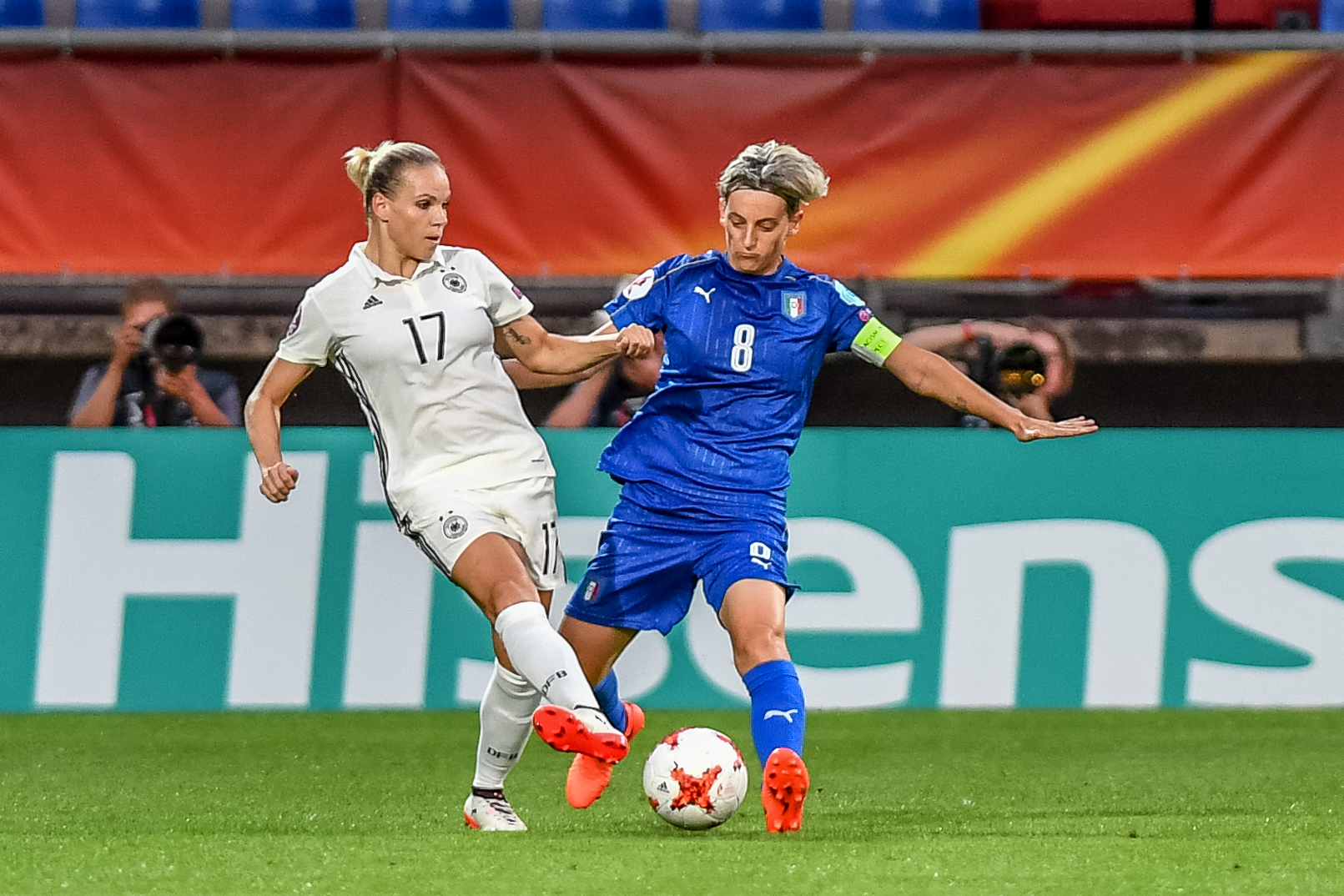
21.07.2017, Tilburg, Holandia, sport, piłka nożna, UEFA Euro 2017 kobiet – Niemcy vs Włochy.

### Kariera klubowa
Wychowanka klubów Bolgare i ACF Bergamo. W 2002 rozpoczęła karierę piłkarską w ACF Bergamo. Po rozwiązaniu klubu w 2004 przeniosła się do ASD Bardolino, który potem zmienił nazwę na AGSM Verona. W 2016 wybrana do Hall of Fame.

### Kariera reprezentacyjna
16 kwietnia 2003 roku debiutowała w narodowej reprezentacji Włoch w meczu przeciwko Holandii. Wcześniej broniła barw młodzieżowej reprezentacji.

## Sukcesy i odznaczenia

### Sukcesy piłkarskie
Bergamo
- mistrz Serie B: 2002

Bardolino/AGSM Verona
- mistrz Włoch: 2005, 2007, 2008, 2009, 2015
- zdobywca Pucharu Włoch: 2006, 2007
- zdobywca Superpucharu Włoch: 2005, 2007, 2008

### Sukcesy indywidualne
- najlepsza piłkarka Włoch  - "Pallone d'oro": 2012, 2013, 2014, 2015
- najlepsza piłkarka Hall of Fame del calcio italiano: 2016